# Русаліна Людмила Володимирівна
Людмила Володимирівна Русаліна  (нар. 5 травня 1967, м. Київ, Україна) — громадський діяч, меценат, підприємець, почесний консул Республіки Сьєрра-Леоне в Україні (з 2015).

## Життєпис
Народилася в сім'ї математиків (батько — Володимир Михалевич, відомий математик та кібернетик, академік НАН України; мати — Маргарита Дієсперова, також відомий математик).
У 1988 році Людмила закінчила Київський торгово-економічний інститут за спеціальністю «Економіст».
2008 рік — закінчила навчання за спеціальністю «Магістр державного управління» в Національній академії.

### Громадська діяльність
До лютого 2002 року Людмила Русаліна стала президентом компанії "Петрус". Завдяки підтримці Людмили Володимирівни в Черкасах 16 травня пройшов форум «Impact woman 's», під час якого жінки з різних міст України об'єдналися, щоб домогтися позитивного впливу на майбутнє України.
З 05.2006 по 10.2010 — депутат Черкаської обласної ради V скликання.
З 12.2010 по 12.2012 — член Правління Ради Всеукраїнської громадської організації 
«Асоціація платників податків України».
З 05.2010 по 12.2014 — позаштатний радник Міністра закордонних справ України.
З 03.2010 — голова Загальних Зборів Асоціації «Український діловий центр економічного розвитку СНД».
З 09.2010 — заступник Голови Ради підприємців при Кабінеті Міністрів України.
З 07.2014 — засновник Благодійної організації «Разом».. У лютому 2002 року Людмила Русаліна стала президентом компанії "Петрус". Завдяки підтримці Людмили Володимирівни в Черкасах 16 травня пройшов форум «Impact woman 's», під час якого жінки з різних міст України об'єдналися, щоб домогтися позитивного впливу на майбутнє України.
З 02.2015 — почесний консул Республіки Сьєрра-Леоне в Україні.
З 10.2017 — член громадської організації «Міжнародна Амбасада Жінок-Підприємиць в Україні».
З 09.2018 — засновник Фонду науково-технічного розвитку України ім. В.С. Михалевича.

### Трудова діяльність
З 1988 по 1991 — Економіст ЗТО «Укрімпекс» при Кабінеті Міністрів України
З 06.1992 по 07.2000 — Комерційний директор ВКФ «ТопТранс».
З 07.2000 — Голова правління ВАТ ЦУВКП «Атомпромкомплекс».
З 02.2002 — Президент групи компаній «Петрус».

## Нагороди та почесні звання
- 2000 — Орден Святого Станіслава V ступеня[12]
- 2002 — лауреат «Людина року-2003» у номінації «Лідер малого та середнього бізнесу»[13]
- 2004 — почесна нагорода Держспоживстандарту України «За заслуги»
- 2007 — Орден Нестора Літописця II ступеня[14]
- 2008 — Орден «1020-річчя Хрещення Київської Русі»[15]
- 2009 — Орден Честі (Грузія)[16]
- 2010 — Орден святої великомучениці Варвари
- 2011 — Орден святої преподобної Анастасії Київської
- 2011 — орден Почаївської ікони Пресвятої Богородиці
- 2013 — орден Святої Рівноапостольної Ольги
- 2015 — лауреат Всеукраїнської премії «Жінка ІІІ тисячоліття» в номінації «Рейтинг»[17]
- 2018 — Орден княгині Ольги ІІІ ступеня